# Brisbane
Brisbane [ˈbɹɪzbən]  ist die Hauptstadt des Bundesstaates Queensland im Nordosten Australiens. Von den Ureinwohnern wird die Stadt Meanjin genannt.
Die Stadt liegt am Brisbane River nahe an dessen Mündung in die Korallensee. Der Ballungsraum hat zwei Mio. Einwohner. Brisbane ist sowohl katholischer (Erzbistum Brisbane) als auch anglikanischer Erzbischofssitz. Ein wichtiger Wirtschaftszweig ist die Erdölindustrie. Brisbane wurde 1824 unter dem Namen Moreton Bay als Strafkolonie gegründet und wurde später nach Sir Thomas Brisbane, dem damaligen Gouverneur von New South Wales, benannt.
Brisbane ist bekannt für seine Hochschulen (u. a. die Queensland University of Technology, University of Queensland und Griffith University) sowie auch für die nördlich und südlich der Stadtgrenze beginnenden Ferienparadiese Sunshine Coast und Gold Coast, für die Meereslage und das allgemein gute Wetter.
Im von Abkürzungen geprägten australischen Englisch wird Brisbane gelegentlich auch als Brissie bezeichnet. Darüber hinaus existieren scherzhafte Namensabwandlungen wie Bris Vegas oder Brisneyland, die allerdings nur vereinzelt verwendet werden.
In einer Rangliste der Städte nach ihrer Lebensqualität belegte Brisbane im Jahre 2019 den 35. Platz unter 231 untersuchten Städten weltweit.
Im Jahre 2032 sollen die Olympischen Sommerspiele in Brisbane stattfinden.

## Geschichte

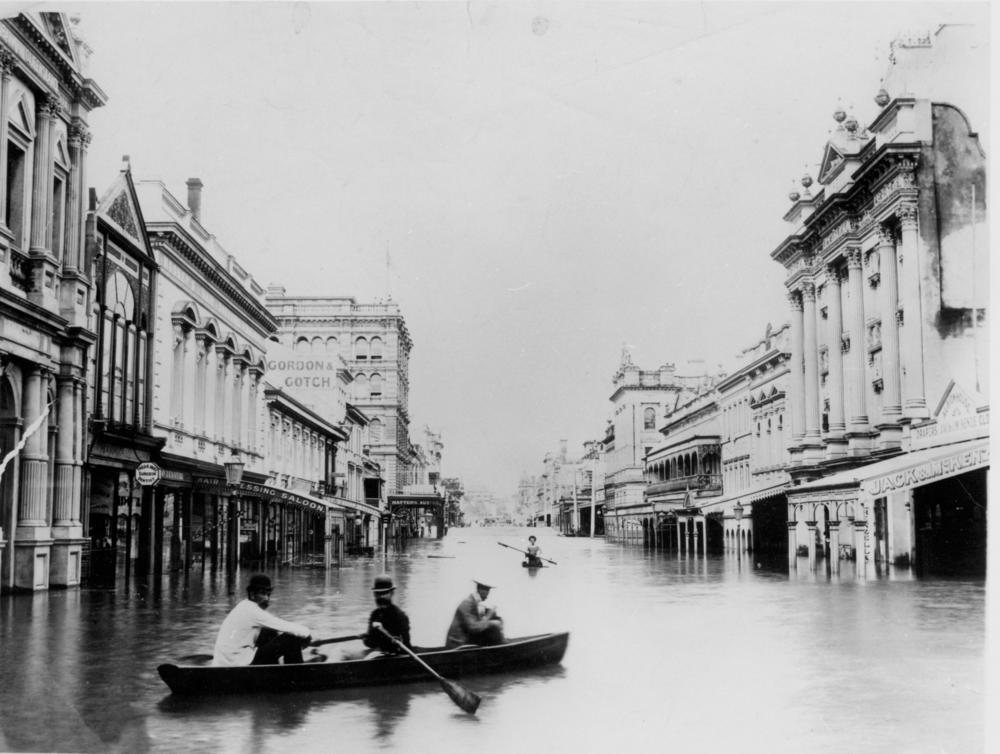
Queen-Street in Brisbane während der Überschwemmung von 1893

Auf der Suche nach einem geeigneten Standort für eine neue Strafkolonie landete der Soldat und Entdecker John Oxley 1823 am Brisbane River. Die ursprüngliche Kolonie wurde 1824 in Redcliffe gegründet, doch ein Jahr später flussaufwärts auf das Gebiet des heutigen Stadtzentrums verlagert.
1842 wurde die Strafkolonie aufgelöst und das Land zur freien Besiedlung freigegeben. Nach der Abspaltung von New South Wales im Jahr 1859 wurde Brisbane zur Hauptstadt der neuen Kolonie Queensland ernannt. Die Stadt bekam jedoch erst 1902 offiziell Stadtrechte.
Mit dem Zusammenschluss mehrerer umliegender Ortschaften und Siedlungen sowie mehrerer Verwaltungsbezirke wurde 1925 schließlich der Grundstein für das heutige Brisbane gelegt.
Während des Zweiten Weltkrieges war Brisbane zeitweise das Hauptquartier von 5-Sterne-General Douglas MacArthur, dem Oberkommandierenden der alliierten Streitkräfte im südwestpazifischen Raum. Im November 1942 kam es zu schweren Ausschreitungen zwischen australischen und amerikanischen Soldaten, bei denen ein australischer Soldat ums Leben kam und mehrere hundert Soldaten auf beiden Seiten sowie einige Zivilisten verletzt wurden.
1893, 1974 und 2011 wurde die Stadt von schwerwiegenden Hochwassern heimgesucht, die weite Teile der Innenstadt überschwemmten.
Nach der Grundsteinlegung 1901 wurde von 1903 bis 2008 an der anglikanischen St. John’s Cathedral gebaut, dem letzten im neugotischen Stil gebauten Dom. Dessen Einweihung war am 29. Oktober 2009.
Im Jahre 1912 kam es aufgrund eines Konflikts über das Tragen von Gewerkschaftsabzeichen im Dienst der Straßenbahnangestellten zu einem fünfwöchigen Generalstreik in Brisbane. Die Demonstrationen, denen sich immer mehr Gewerkschaftsorganisationen anschlossen, brachten das öffentliche Leben der Stadt zum Erliegen. Die Regierung erließ daraufhin ein Demonstrationsverbot und gab Bajonette an die Polizei aus.
1982 fanden in Brisbane die Commonwealth Games und 1988 die Weltausstellung statt. Brisbane war unter anderem einer der Austragungsorte bei der Rugby-Union-Weltmeisterschaft 1987, dem Cricket World Cup 1992, der Rugby-Union-Weltmeisterschaft 2003, dem Cricket World Cup 2015 und dem T20 World Cup 2022. In Brisbane werden die Olympischen Sommerspiele 2032 ausgetragen.

## Geographie
Brisbane liegt im Südosten von Queensland, 70 km nördlich der Gold Coast (Australien). Die Stadt liegt nahe der Mündung des Brisbane River, der sich durch die Stadt und die Vororte schlängelt. Die Metropolregion von Brisbane liegt in der Ebene zwischen Great Dividing Range und der Küste. Obwohl das Gebiet relativ flach ist, sind in der Stadt einige Hügel bis zu 300 m hoch, wie Mount Coot-tha oder Mount Gravatt.
Am 10. Januar 2011 trat der Brisbane River in Brisbane über seine Ufer und flutete Straßen und Parks. Als das Wasser am 14. Januar fiel, wurde bekanntgegeben, dass 30.000 Gebäude durch die Flut beschädigt wurden und etwa 40.000 ohne Strom sind und dass erste Aufräumungsarbeiten in den vom Wasser befreiten Stadtteilen begonnen wurden. Festgestellt wurde am 14. Januar, dass es 26 Tote gegeben hat und dass 53 Personen vermisst werden.

### Stadtstruktur
Das Stadtzentrum, der Central Business District (CBD), liegt an einem Gebiet des Brisbane River mit starken Biegungen. Er bedeckt eine Fläche von 2,2 km². Die Straßen im Stadtzentrum sind nach Mitgliedern der königlichen Familie benannt. Straßen mit Frauennamen laufen in Ost-West-Richtung, solche mit Männernamen in Nord-Süd-Richtung. Die Queen Street ist die historische Hauptstraße. Sie mündet in der geschäftigen Fußgängerzone. Geprägt wird die Queen Street von historischen Bauten und kulturellen Einrichtungen. Im Süden, Osten und Westen begrenzt der Brisbane River den CBD.
Die nördlich der Stadtmitte liegenden Bezirke Fortitude Valley, Spring Hill und Paddington sind für zahlreiche Gastronomiebetriebe, viele Einkaufsmöglichkeiten sowie ein alternatives Nachtleben bekannt. Auf der an den CBD angrenzenden Südseite des Flusses liegt South Brisbane. Aufgrund der großflächigen South Bank Parklands dient dieser Stadtteil den Anwohnern und Touristen als Naherholungsgebiet. An der Uferpromenade der Parkanlagen wurden diverse Museen und Kulturzentren errichtet. Die Verbindungsbrücken zwischen der Stadtmitte und South Brisbane bilden die Victoria Bridge sowie die Kurilpa Bridge. Während die Victoria Bridge für Kraftfahrzeuge, Fahrräder und Fußgänger passierbar ist, kann die Kurilpa Bridge ausschließlich von Radfahrern und Passanten genutzt werden. Weitere stadtnahe Bezirke südlich des Flusses sind West End und Kangaroo Point. Der internationale Brisbane Airport sowie der Port Brisbane an der Flussmündung des Brisbane River wurden circa 15 Kilometer nordöstlich des Central Business District erbaut. Der Außenbereich der Metropole wird von Caboolture, Beenleigh, Ipswich und Moreton Bay begrenzt.
Verglichen mit anderen australischen Großstädten wie Sydney oder Melbourne ist die Bevölkerungsdichte in der Innenstadt mit 379,4 Einwohnern je Quadratkilometer relativ gering. Dies liegt an dem hohen Anteil von Einfamilienhäusern, die bis in die 1950er Jahre im traditionellen Queenslander Style auch im Stadtzentrum gebaut wurden. Später entstanden vermehrt große Apartmentblocks. Erst in den letzten Jahren wurden in Brisbane markante Wolkenkratzer gebaut. Das höchste Gebäude der Stadt ist derzeit der Infinity Tower mit einer Höhe von 249 m, danach Soleil mit 243 m.

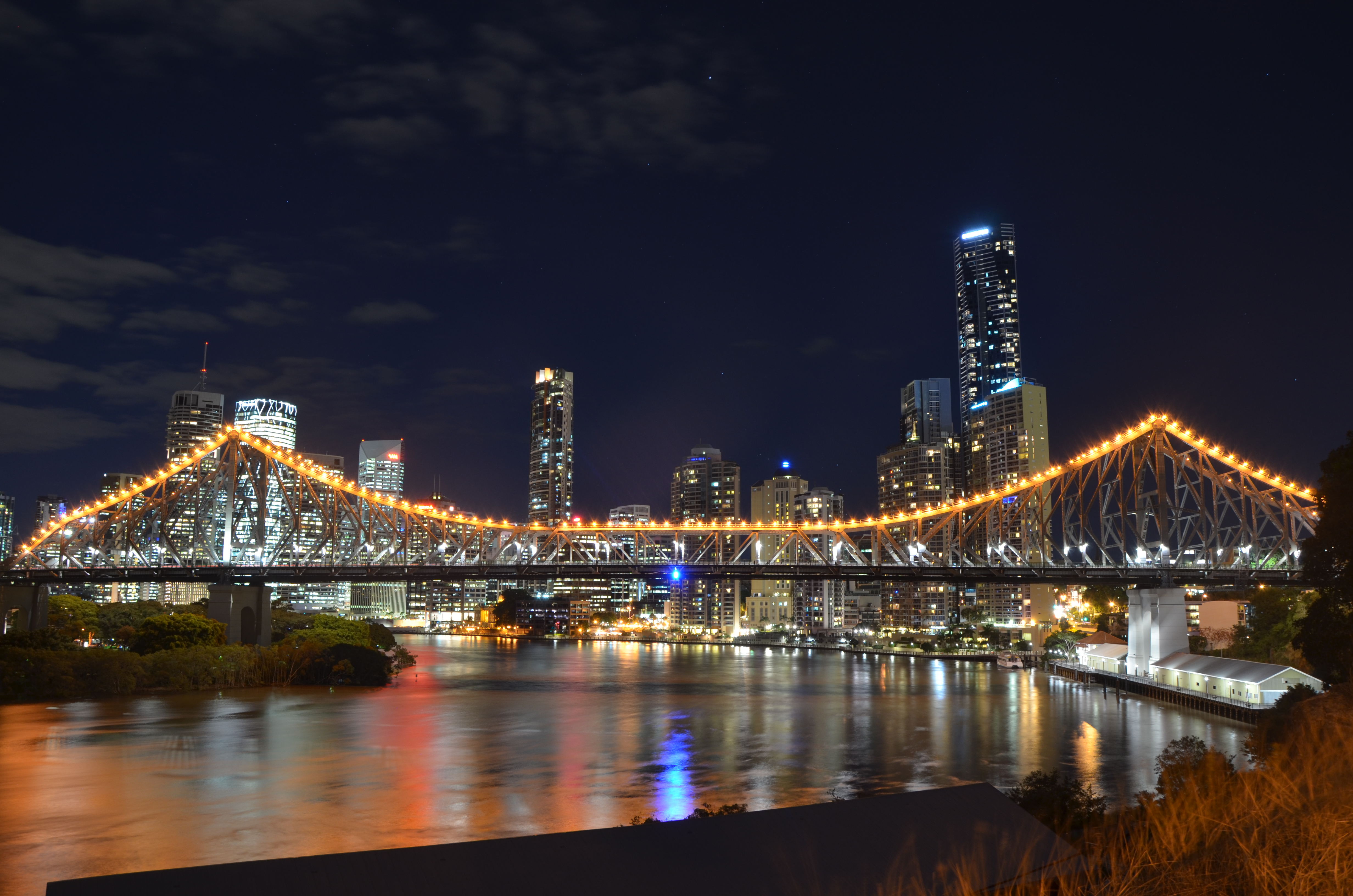
Die Story Bridge

### Klima
Brisbane hat ein subtropisches Klima mit warmen, schwülen Sommern und milden, trockenen Wintern. Von November bis April ist die Luftfeuchtigkeit sehr hoch. Das ganze Jahr über treten Gewitter- und Hagelstürme auf. In El-Niño-Jahren leidet Brisbane oft unter langanhaltender Trockenheit, in La-Niña-Jahren gibt es dagegen immer wieder Überschwemmungen, wie zum Beispiel Anfang März 2022.
|                       | Jan   | Feb   | Mär  | Apr  | Mai   | Jun  | Jul  | Aug  | Sep  | Okt  | Nov   | Dez   |   |      |
| Mittl. Tagesmax. (°C) | 29,0  | 29,1  | 28,0 | 26,0 | 23,6  | 21,3 | 20,9 | 21,7 | 24,1 | 25,4 | 26,7  | 28,2  | ⌀ | 25,3 |
| Mittl. Tagesmin. (°C) | 21,1  | 21,1  | 19,3 | 16,2 | 12,8  | 10,5 | 8,8  | 9,5  | 12,7 | 15,8 | 17,9  | 20,0  | ⌀ | 15,4 |
|                       |       |       |      |      |       |      |      |      |      |      |       |       |   |      |
| Niederschlag (mm)     | 118,9 | 121,6 | 76,1 | 63,5 | 122,8 | 72,5 | 29,9 | 40,1 | 36,0 | 68,1 | 111,5 | 120,0 | Σ | 981  |
|                       |       |       |      |      |       |      |      |      |      |      |       |       |   |      |
| Regentage (d)         | 9,6   | 8,5   | 7,6  | 7,4  | 7,7   | 6,2  | 4,0  | 3,9  | 4,5  | 6,1  | 10,3  | 8,9   | Σ | 84,7 |

| 21,1 |

| 21,1 |

| 19,3 |

| 16,2 |

| 12,8 |

| 10,5 |

| 8,8 |

| 9,5 |

| 12,7 |

| 15,8 |

| 17,9 |

| 20,0 |

| 21,1 |

| 21,1 |

| 19,3 |

| 16,2 |

| 12,8 |

| 10,5 |

| 8,8 |

| 9,5 |

| 12,7 |

| 15,8 |

| 17,9 |

| 20,0 |

## Kultur und Sehenswürdigkeiten

### Museen
Brisbane beheimatet eine große Anzahl an Museen und Kultureinrichtungen, von denen mehrere weltweite Bekanntheit haben.

#### Queensland Gallery of Modern Art
Die Queensland Gallery of Modern Art (GOMA) ist die größte Galerie von moderner und zeitgenössischer Kunst in Australien. Das Museum präsentiert sowohl Kunst aus Queensland als auch eine Vielzahl von Kunstwerken aus aller Welt.

#### Queensland Museum
Das Queensland Museum ist ein staatliches Museum und zeigt verschiedene völkerkundliche und naturhistorische Exponate.

#### Queensland Performing Arts Centre
Das Queensland Performing Arts Centre befindet sich im Stadtbezirk South Bank und besteht aus mehreren Theatern und Auditorien, in denen verschiedene berühmte Shows und Opern aufgeführt werden.

#### Museum of Brisbane
Das Museum of Brisbane befindet sich in der Brisbane City Hall. Es umfasst ein wechselndes Ausstellungsprogramm aus den Bereichen Stadtgeschichte, Sozialhistorie, bildende Kunst, Kunsthandwerk und Design.

#### Queensland Maritime Museum
Das Queensland Maritime Museum präsentiert neben historischen Segelschiffmodellen und Modellen von Handelsschiffen im Freigelände einige historische Schiffe.

### Bauwerke
- Albert Street Uniting Church, erbaut 1888–1889
- Brisbane City Hall, erbaut 1920–1930
- Brisbane Cricket Ground, Stadion, genannt The Gabba
- Customs House (Brisbane), ehemaliger Sitz der Zollbehörde
- Government House (Brisbane), Residenz des Gouverneurs von Queensland
- Old Government House (Brisbane), erbaut 1860–1862, ehemalige Residenz des Gouverneurs von Queensland
- Parliament House (Brisbane), erbaut 1865–1876, Sitz des Parlaments von Queensland
- St. John’s Cathedral (Brisbane), erbaut 1901–2008, anglikanische Bischofskirche der australischen Kirchenprovinz Queensland
- St. Stephen’s Cathedral, erbaut 1863–1989, Kirche des römisch-katholisches Erzbistums Brisbane
- Story Bridge, erbaut 1935–1940
- Synagoge (Brisbane), erbaut 1885/86
- St Mary’s Anglican Church (Brisbane), erbaut 1873, beherbergt die älteste Pfeifenorgel in Queensland
- Albert Street Uniting Church, erbaut 1888/89
- St Andrew’s Uniting Church (Brisbane), eingeweiht 1905
- Chapel of St Peter’s Lutheran College, erbaut 1968, denkmalgeschütztes Kirchengebäude der Moderne
- Ann Street Presbyterian Church
- Brisbane Dental Hospital and College, erbaut 1938–1941, denkmalgeschütztes neoklassizistisches Bauwerk

### Parks
Brisbane besitzt eine große Anzahl von öffentlichen Parks, davon einige von überregionaler Bedeutung.

#### South Bank Parklands
South Bank Parklands ist ein am Brisbane River gelegene Parkanlage mit einer Größe von 17,5 ha. Attraktionen sind das Riesenrad Wheel of Brisbane, eine künstliche Lagune mit Sandstrand (Streets Beach), der South Bank Arbour, die Nepal Peace Pagoda, Pfade durch einen Regenwald, Picknickplätze und eine Uferpromenade. Im Park laden verschiedene Restaurant und Cafés zum Verweilen ein.

#### Roma Street Parkland
Roma Street Parkland ist der weltgrößte subtropische Garten in einem Stadtzentrum. Die Parklandschaft besteht aus einer Vielzahl von Themengärten und Erholungsgebieten, die mit einem Netzwerk von Pfaden und Holzstegen miteinander verbunden sind. Roma Street Parkland besitzt außerdem ein Open-Air-Amphitheater.

#### City Botanic Gardens
Die Brisbane City Botanic Gardens befinden sich im Südosten der Halbinsel des Brisbane Rivers, auf der das Central Business District von Brisbane liegt und wurden bereits 1855 eröffnet. Der Park besitzt neben großen Wiesenflächen einen alten Baumbestand sowie  zahlreiche botanische Seltenheiten.

#### Brisbane Botanic Gardens
Die Brisbane Botanic Gardens sind eine Parkanlage im Stadtteil Toowong von Brisbane. Der 52 Hektar große botanische Garten befindet sich am Fuße des Berges Mount Coot-tha.

## Wirtschaft und Infrastruktur

### Wirtschaft

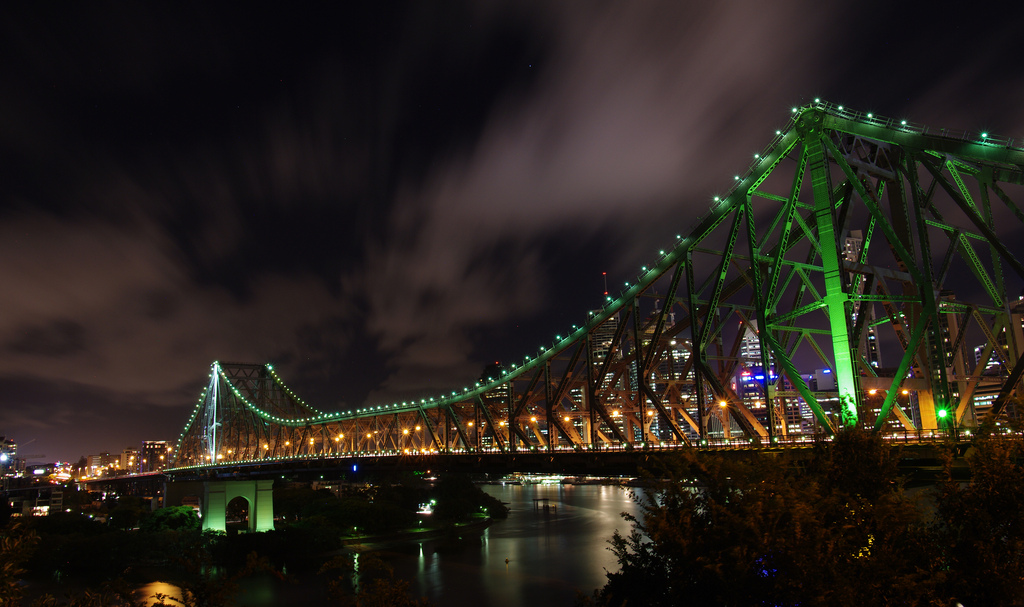
Brisbane Story Bridge

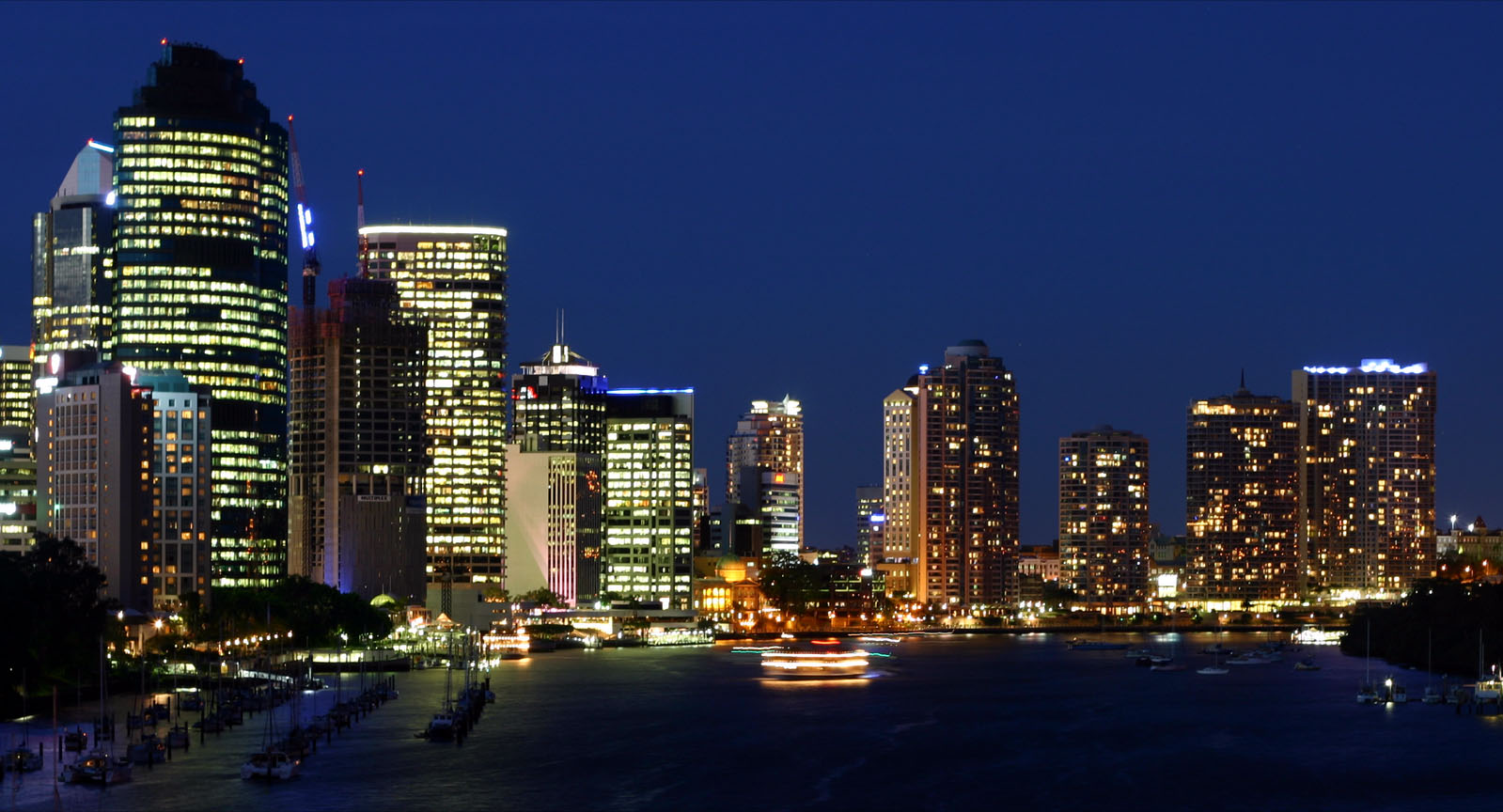
Nächtliches Brisbane

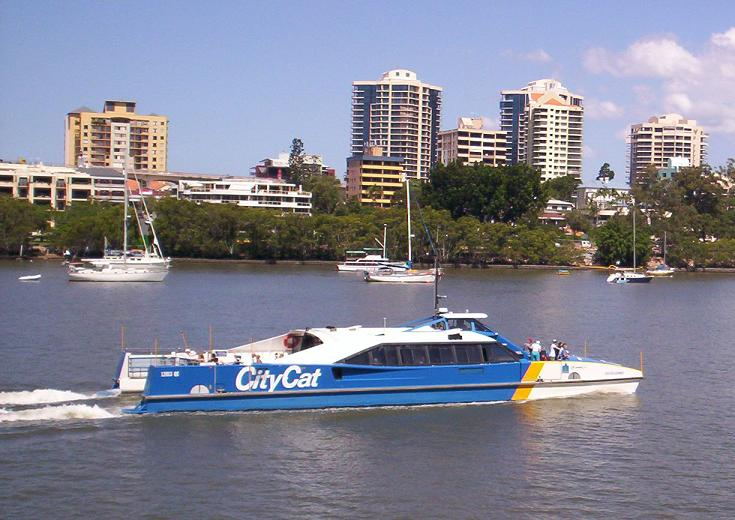
CityCat auf dem Brisbane River

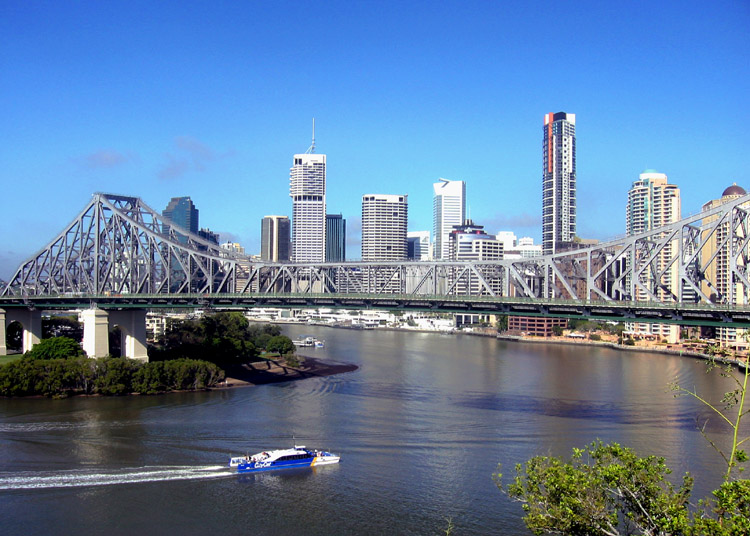
CBD und die Story Bridge

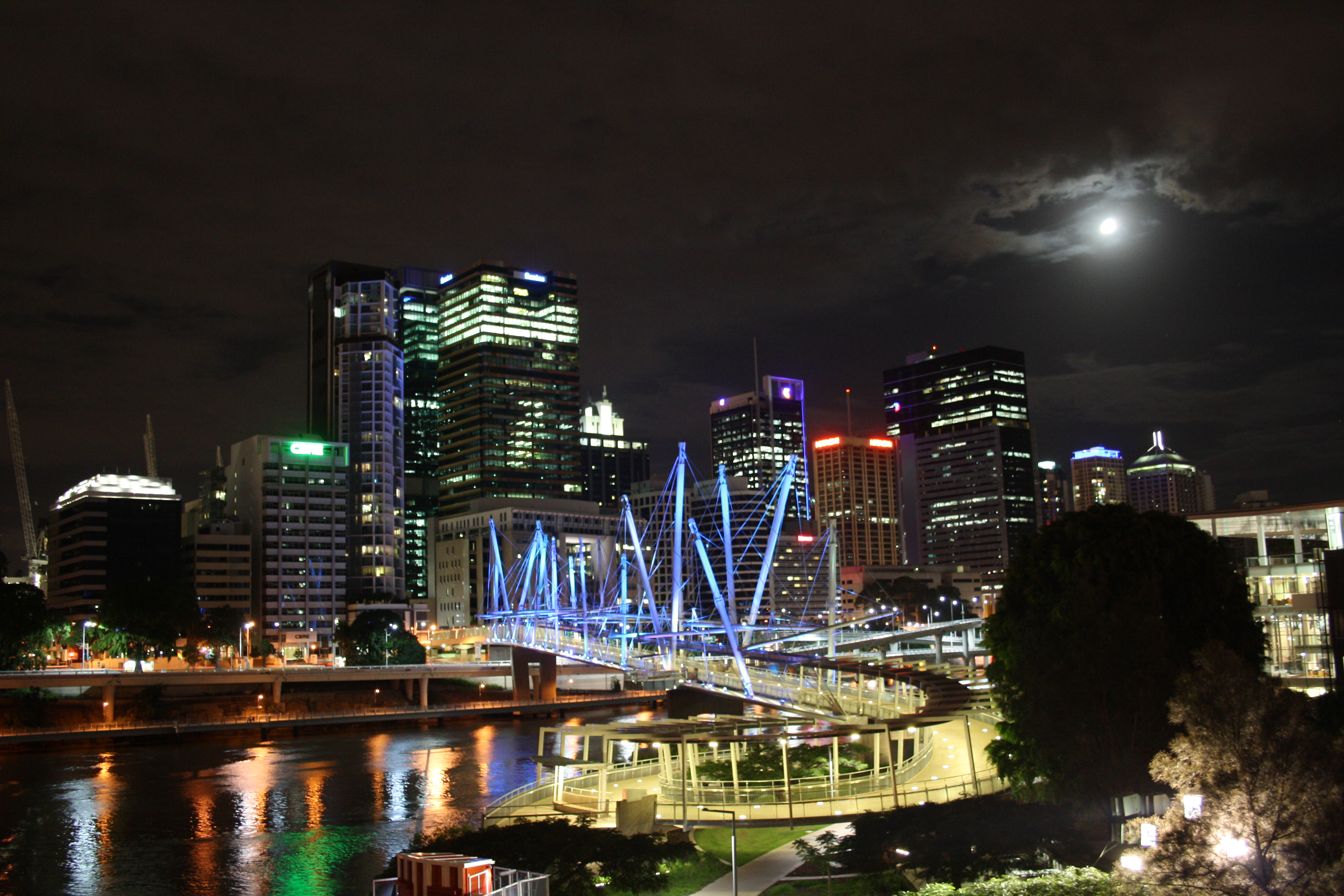
Kurilpa Bridge bei Nacht, 2010

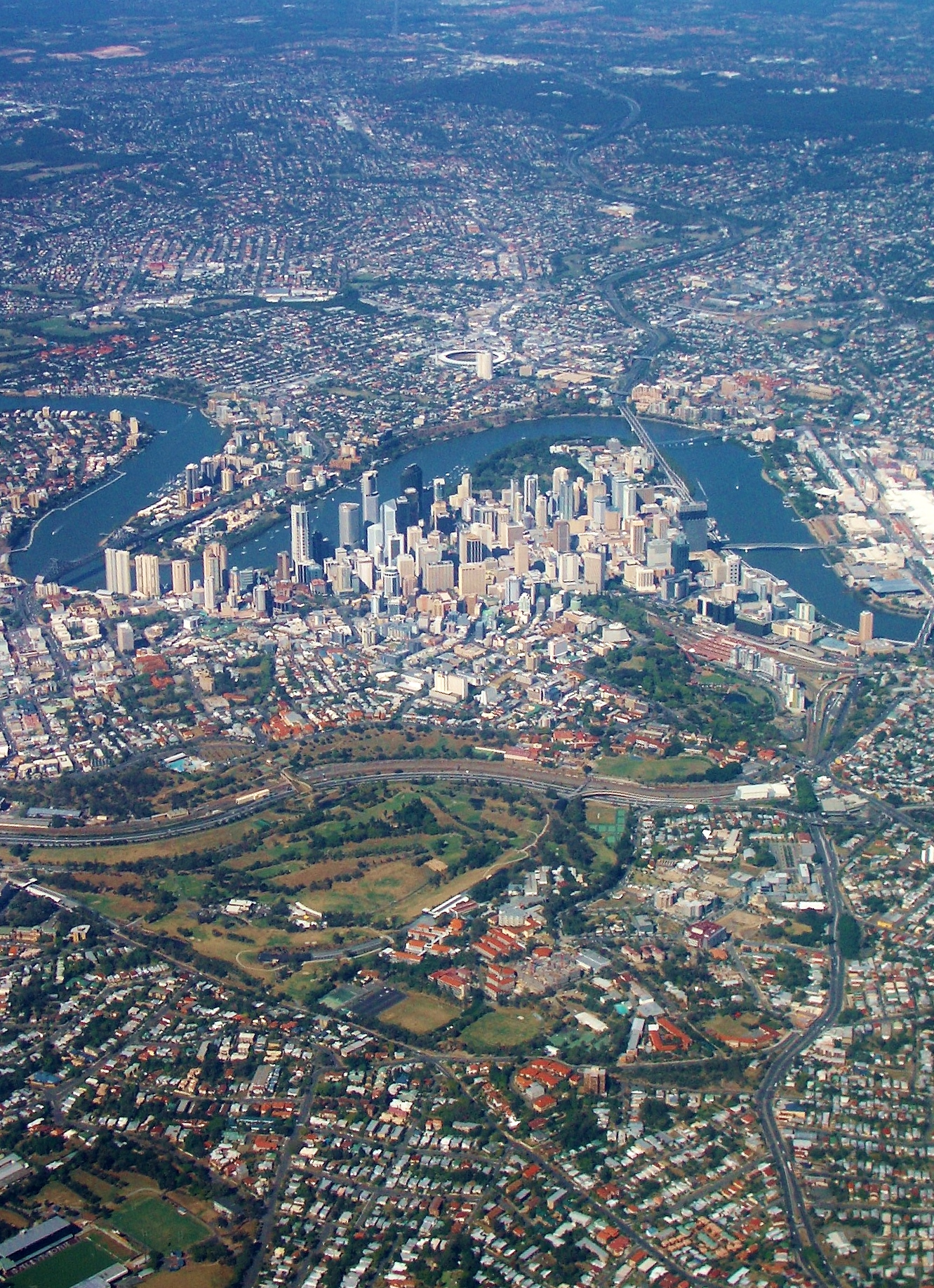
Aus der Luft

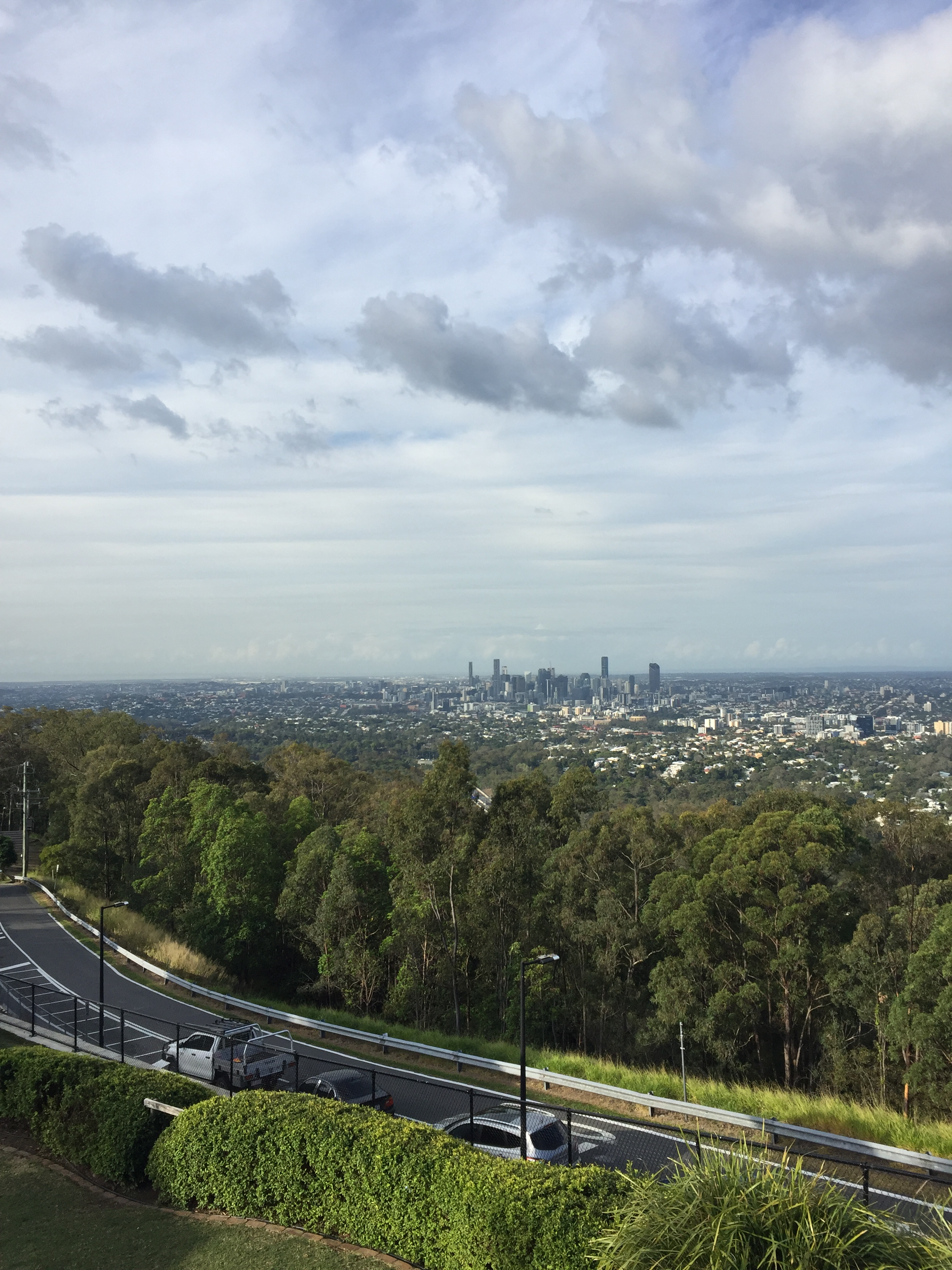
Brisbane View, 2019

Brisbane ist Industrie-, Handels- und Finanzzentrum von Queensland. In der Innenstadt konzentrieren sich hauptsächlich Büros von Firmen des Finanz- und Handelssektors und aus den Bereichen Informationstechnologie und Telekommunikation. In der näheren Umgebung sind weitere Bürohochhäuser entstanden, um den steigenden Bedarf zu decken. Schwerindustrie und produzierendes Gewerbe hingegen liegen vor allem an der Flussmündung, nahe dem Hafengebiet und in neuen Industriegebieten am Stadtrand.
Eine weitere wichtige Rolle spielt der Tourismus. Viele Touristen nutzen Brisbane als Ausgangsort für ihre Reise ins tropische Queensland.
Traditionell hatten viele Firmen, besonders im Finanzsektor, in Brisbane nur eine Zweigstelle, während ihr australischer Hauptsitz in Sydney oder Melbourne angesiedelt war. Im Rahmen der „Smart-State“-Kampagne in den 1990er Jahren versuchte die Regierung von Queensland, Firmen im ganzen Staat anzusiedeln. Dafür wurde in verschiedene Forschungseinrichtungen, besonders im Bereich Biotechnologie, investiert. An den Universitäten in Brisbane wurden Forschungsmöglichkeiten geschaffen. Brisbane soll zu einem wissenschaftlichen (Forschungs-)Zentrum von Australien und der ganzen Region werden.
Bis 2015 war auf Bulwer Island die gleichnamige BP-Raffinerie in Betrieb.

### Verkehr
Die Hauptlast des Verkehrs in Brisbane tragen die verschiedenen Schnellstraßen, von denen einige quer durch die Stadt verlaufen. Das Netz der Schnellstraßen ist – verglichen mit anderen australischen Großstädten – relativ komplett. Sieben Brücken für Kraftfahrzeuge überspannen den Brisbane River, dazu kommen je zwei Eisenbahn- und Fußgängerbrücken.
Brisbane hat zwei Flughäfen: Brisbane International Airport (BNE) im Nordosten der Stadt und Archerfield Airport im Süden. Während Letzterer vor allem von Privatflugzeugen genutzt wird, wird Ersterer regelmäßig von nationalen und internationalen Fluggesellschaften angeflogen.
Der Hafen von Brisbane wurde in den 1970er Jahren auf beide Seiten der Mündung des Brisbane River verlegt. Für den Bau wurde das Land teilweise aufgeschüttet. Heute werden dort vor allem Container, Kohle und Zucker verschifft. Bis zum Neubau des Hafens lagen die Hafenanlagen von Brisbane stromaufwärts in der Nähe der Stadtmitte.
Das System des öffentlichen Nahverkehrs stützt sich auf die drei Systeme Bus, Bahn und Boot. Die verschiedenen Fähren und die „KittyCat“ genannten Katamaran-Fähren auf dem Brisbane River sowie alle Buslinien in Brisbane werden von Brisbane Transport betrieben. Hinzu kommen in den angrenzenden Städten Buslinien privater Anbieter. Mit zwei Busways – neu angelegten Straßen, die für den Busverkehr reserviert sind – konnte die Durchschnittsgeschwindigkeit und damit die Attraktivität der Busse gesteigert werden. Seit 19. Mai 2008 verkehren die Busse auch unterirdisch. Ihre Stationen verfügen über Bahnsteigtüren, die sich erst öffnen, wenn ein Bus davorsteht. 2026 soll mit Cross River Rail eine neue Hochleistungseisenbahnstrecke durch die Innenstadt in Betrieb genommen werden.
Unterstützt werden diese Busse von verschiedenen Bahnlinien, die sich bis weit in die Vororte hinein erstrecken und im Süden bis an die Gold Coast reichen. Betrieben werden diese von CityTrain, einer Tochtergesellschaft von Queensland Rail. In der Innenstadt verkehren diese Linien auf einer viergleisigen Stammstrecke von Roma Street bis Bowen Hills.
Brisbane liegt an der Hauptstrecke Sydney–Cairns, außerdem zweigt noch eine Strecke Richtung Toowoomba ab.

## Städtepartnerschaften
| Japan               | Kōbe, Japan seit Juli 1985                       |
| Neuseeland          | Auckland, Neuseeland seit August 1988            |
| Volksrepublik China | Shenzhen, Volksrepublik China seit Juni 1992     |
| Indonesien          | Semarang, Indonesien seit Januar 1993            |
| Taiwan              | Kaohsiung, Republik China seit September 1997    |
| Südkorea            | Daejeon, Südkorea seit Juni 2002                 |
| Volksrepublik China | Chongqing, Volksrepublik China seit Oktober 2005 |

## Bildung

### Hochschulen
- Australian Catholic University (ACU)
- Central Queensland University Brisbane Campus (CQU), Hauptsitz in Rockhampton
- James Cook University Brisbane Campus (JCU), Hauptsitz in Townsville und Cairns
- Griffith University (GU)
- Queensland University of Technology (QUT)
- University of Canberra Brisbane Campus (UCBC) bis Februar 2006, Hauptsitz in Canberra
- University of Queensland (UQ) im Stadtteil St. Lucia
- University of the Sunshine Coast Brisbane Campus (USC), Hauptsitz in Sippy Downs an der Sunshine Coast

### Wichtige Schulen
- Brisbane State High School
- Brisbane Boys’ College
- Clayfield College
- St Peters Lutheran College
- Moreton Bay Boys and Girls’ College
- Alexandra Hills State High School
- Brisbane Grammar School
- Kelvin Grove State College

## Persönlichkeiten

### Söhne und Töchter der Stadt
- Manuel Hornibrook (1893–1970), Bauunternehmer und Bauingenieur
- Diane Cilento (1933–2011), Schauspielerin
- Wendy Turnbull (* 1952), Tennisspielerin und Gewinnerin von neun Grand-Slam-Turnieren
- Penny Downie (* 1954), Schauspielerin
- Dion Beebe (* 1968), oscarprämierter Kameramann
- Samantha Stosur (* 1984), Tennisspielerin
- Claire Holt (* 1988), Schauspielerin
- Stephanie Rice (* 1988), Schwimmerin

### Persönlichkeiten mit Bezug zur Stadt
- Joseph Lauterer (* 1848 in Freiburg im Breisgau; † 1911 in Brisbane), deutsch-australischer Mediziner, Biologe, Ethnologe und Reiseschriftsteller, der 1885 nach Australien auswanderte
- Rudi Moser (* 1898 in Berlin; † 1979 in Brisbane), deutsch-jüdischer Röntgenologe, 1938 aus Apolda emigriert
- Steve Wood (1961–1995), Kanute, gestorben in Brisbane
- Simon Whitlock (* 1969), Dartspieler und Vizeweltmeister 2010